# Jonker (titre)
Pour les articles homonymes, voir Jonker.
Jonker était un prédicat nobiliaire qui était décerné à des nobles sans titre - et ministériels - pendant la République des Provinces Unies. De nos jours, le titre est toujours utilisé pour désigner un noble. Plus tard (aux XVIIe siècle et XVIIIe siècle), les jonkers ont commencé à s'appeler barons d'après l'exemple allemand, souvent adopté par ces familles lors de l'institution du Royaume des Pays-Bas. Les jonkers proviennent principalement du patriciat urbain.
Jonker est également le titre à l'adresse des aspirants de marine et des cadets en formation d'officier à la Marine royale néerlandaise (ou Koninklijke Marine) et à la Koninklijke Militaire Academie.